# ナウエル・ブストス
ナウエル・ラウタロ・ブストス（スペイン語: Nahuel Lautaro Bustos, 1998年7月4日 - ）は、アルゼンチン・コルドバ出身のサッカー選手。CAタジェレス所属。ポジションはフォワード。

## クラブ歴

### ユース
5歳の時にCAウラカン・デ・コルドバでサッカーを始めた。2012年にクルブ・アルヘンティーノ・ペニャロールに移籍。2013年2月24日、14歳7ヶ月20日の若さでトルネオ・アルヘンティーノCに途中出場し1得点を記録した。

### タジェレス
2014年3月5日、アルヘンティーノ・ペニャロールの会長であるアリエル・アジェンデは、投資家に4万ペソで彼を売却しCAタジェレスに移籍すると発表した。翌年6月12日にプロ契約を締結した。
2016年4月にはプリメーラB・ナシオナルでベンチ入りをするようになり、6月18日の試合で既に昇格が決まっていたのもあり、ナサレノ・ソリスに代わって途中出場、プロ初出場を果たした。プリメーラ・ディビシオン初出場は2017年4月23日で、この試合ではホナタン・ディエゴ・メネンデスに代わって出場した。
2018 U-20コパ・リベルタドーレスでは3試合でハットトリック含めて4得点を記録した。9月になるとトップチームでもレギュラーを掴むようになった。9月22日にはプロの試合で初得点を記録すると、10月7日にはシーズン4試合で4得点と絶好調の出だしを切った。2019-20シーズンは23試合10得点の記録を残した。
2018年12月28日に1年契約でCFパチューカに期限付き移籍。1月8日のコパ・メヒコで移籍後初得点を記録した。7月20日にタジェレスに復帰したため、メキシコでは8試合の出場となった。

### マンチェスター・シティ
2020年10月5日、マンチェスター・シティFCに移籍した。シティ・フットボール・グループのジローナFCにレンタル移籍し、2020-21シーズンはプレーをする事になった。

## 代表経歴
U-20代表としては2017 FIFA U-20ワールドカップに向けたトレーニングキャンプに招集されたが、本戦メンバーになる事は出来なかった。
U-23代表としては東京オリンピック・南米予選のメンバーに選出され、同国の優勝及び東京オリンピック出場に貢献した。